# Женщины-кошки с Луны
«Женщины-кошки с Луны» (англ. Cat-Women of the Moon) — американский чёрно-белый независимый научно-фантастический фильм 1953 года, снятый в формате 3D. Лента находится в общественном достоянии в США.

## Сюжет
С Земли на Луну стартует научно-исследовательский космический корабль. На его борту пятеро астронавтов: четверо мужчин (капитан Лейрд Грэнджер, инженер Уолтер Уолтерс, радио-оператор Дуглас Смит и Кип Райснер) и одна женщина — навигатор Хелен Сэлинджер.
Когда корабль приближается к земному спутнику, Хелен даёт указание садиться на его тёмную сторону, причём указывает весьма конкретную точку, к удивлению и недоумению остального экипажа. После прилунения экипаж в полном составе выходит на поверхность, и Хелен даёт указание двигаться в ближайшую пещеру. Мужчины, несколько удивлённые и заинтригованные, следуют за ней. В пещере оказывается пригодный для дыхания воздух (это проверяется с помощью зажжённой спички) и земная гравитация (впрочем, судя по передвижениям астронавтов после выхода из корабля, на Луне повсюду земная гравитация), поэтому все снимают свои скафандры. Вскоре после этого на землян по очереди нападают два огромных тарантула, но в итоге их удаётся убить с помощью пистолета.
Обеспокоенные земляне хотят надеть обратно свои скафандры и вернуться на корабль, но скафандры пропали, а значит пути назад нет. Хелен настаивает на продолжении путешествия, экипаж её слушается, и вскоре их взору предстаёт город. Группа входит в него, в его центральный храм (с древнегреческими колоннами и фигурой Будды по центру). Там на Смита, а затем на Райснера нападают местные жители — женщины в чёрных комбинезонах, с густой косметикой и причёской типа «улей», но им не удаётся причинить мужчинам особого вреда. При этом Хелен остаётся странно апатичной, чем вызывает уже серьёзные подозрения у команды, а затем она и вовсе пропадает. Пока четверо мужчин ждут возвращения Хелен выясняется, что Луна населена вымирающей цивилизацией женщин, которые имеют сверхъестественные способности: умеют гасить огонь, не прикасаясь к нему, владеют телепортацией и телепатией. Давным-давно Луна начала терять атмосферу, и поэтому предки начали проводить политику «максимального снижения энергии», то есть уничтожили всех мужчин. Женщины Луны завладели сознанием Хелен, когда та приблизилась к Луне, и внушили ей, куда надо посадить корабль и куда идти. В планах женщин с Луны убить мужчин, но напрямую они это сделать не могут: физически они слабее их, а внушению подвластны только землянки.
Цель жительниц Луны — захватить корабль землян, обучиться управлению им и втроём прибыть на Землю, чтобы там покорить сознание всех женщин, убить всех мужчин и начать править галактикой. Они решают сделать это хитростью: когда терпение мужчин уже на пределе, появляется Хелен в сопровождении трёх женщин-кошек (ни до ни после нигде в фильме не объясняется, почему их так называют или чем они на них похожи). Она говорит своему экипажу, что те — их друзья. «Кошки» угощают мужчин вкусной пищей и напитками, попутно выведывая у них самые сокровенные желания и исполняя их. Один только Райснер чувствует подвох, отводит Хелен в сторону, причиняет ей боль, что ненадолго освобождает девушку от ментального контроля «кошек». Навигатор рассказывает ему о планах «кошек».
Тем временем Бета убивает Уолтера, а Лямбда и Смит влюбляются друг в друга, и та в порыве чувств рассказывает астронавту о плане своих подруг. Она просит свою начальницу, Альфу, оставить Смита в живых и взять его с собой на Землю, но получает отказ. После этого Лямбда отказывается иметь дело со своими товарками.
Хелен под ментальным влиянием соблазняет капитана и выведывает у него тонкости управления кораблём. Пока Грэнджер и Райснер выясняют из-за неё между собой отношения, Хелен, Альфа и Бета направляются к кораблю, чтобы угнать его и отправиться на Землю. Лямбда телепортируется вперёд, чтобы задержать женщин, но убита Альфой, а тем временем подоспевшие Смит и Райснер убивают Альфу и Бету, не трогая Хелен.
Все пятеро астронавтов стартуют с Луны домой.

## В ролях
- Сонни Тафтс — Лейрд Грэнджер, капитан корабля
- Виктор Джори — Кип Райснер, астронавт
- Мэри Виндзор — Хелен Сэлинджер, навигатор
- Дуглас Фоули — Уолтер Уолтерс, инженер
- Уильям Фиппс — Дуглас Смит, радио-оператор / рассказчик за кадром
- Кэрол Брюстер — Альфа
- Сюзанна Александр — Бета
- Сьюзан Морроу — Лямбда
- Бетти Арлен[англ.] — женщина-кошка
- Элли Маршалл — женщина-кошка

## Производство, показ, критика
Музыку к фильму написал начинающий композитор Элмер Бернстайн, который позднее приобрёл мировую известность. В титрах его фамилия написана с ошибкой: Bernstien вместо Bernstein.
Премьера картины состоялась 3 сентября 1953 года.
- Variety. «Это творчески задуманная и созданная научно-фантастическая пряжа, украшенная цивилизацией женщин-кошек, с достоинством занимает нишу „С Земли на Луну“… Актёры умело играют свои роли… Артур Хилтон[фр.] набирает свои режиссёрские очки, хорошо улавливая дух темы, а художественная режиссура намного выше среднего для фильмов такого калибра… 3D-съёмка Уильяма Уитли обеспечивает надлежащее качество жути.»[2]
- The New York Times. «Женщины-кошки пытаются наложить свои лапы на корабль землян, надеясь прилететь к нам и загипнотизировать нас всех. Учитывая состав делегации захватчиков, сложно представить — зачем?»[3]
- Энциклопедия научной фантастики. «Фильм абсурден, но, в то же время, это одна из самых влиятельных научно-фантастических лент из когда-либо сделанных, так как она повлияла на последующие картины, в которых астронавты на других планетах обнаруживают упаднические цивилизации, состоящие полностью (или почти полностью) из женщин: „Огненные девы из далёкого космоса“ (1956), „Королева космоса“ (1958), „Голышом на Луне[англ.]“ (1961), „Путешествие на планету доисторических женщин“ (1968).»[4]

## Наследие
- В 1958 году в США вышел фильм «Ракета на Луну», являющийся ремейком «Женщин-кошек…»
- Ряд кадров из «Женщин-кошек…» был использован в создании ленты «Долина драконов» (1961).
- «Женщины-кошки с Луны» вдохновили группу Shakespears Sister на написание песен Stay[англ.][5], Catwoman и Moonchild с альбома Hormonally Yours[англ.] (1992).